# Acontias poecilus
Espèce
Statut de conservation UICN

 DD  : Données insuffisantes
Acontias poecilus est une espèce de sauriens de la famille des Scincidae.

## Répartition
Cette espèce est endémique du Sud-Est du KwaZulu-Natal en Afrique du Sud.

## Description
C'est un saurien vivipare.

## Publication originale
- Bourquin & Lambiris, 1996 : A new species of Acontias Cuvier (Sauria: Scincidae) from southeastern KwaZulu-Natal, South Africa. Annals of the Transvaal Museum, vol. 36, no 17, p. 223-227 (texte intégral).